# Агопов, Владимир Михайлович
Владимир Михайлович Агопов (фин. Vladimir Agopov; род. 23 ноября 1953, Ворошиловград) — финский композитор армянского происхождения.

## Биография
Окончил Московскую консерваторию (1977) у Арама Хачатуряна (композиция) и Эдисона Денисова (инструментовка).
В 1978 году эмигрировал в Финляндию. С 1982 года член Союза композиторов Финляндии. С 1982 г. преподаёт в Академии музыки имени Сибелиуса. В 1985 г. пьеса Агопова для скрипки соло «Ergo» получила вторую премию на конкурсе композиторов в рамках Международного конкурса скрипачей имени Сибелиуса.
В 2013 г. пьеса Агопова "Solveig’s dreams for harp solo" получила первую премию на композиторском конкурсе имени Грига, в Норвегии.
В 2017 г. вокальный цикл Агопова "Four songs to poems by William Blake" получил первую премию на композиторском конкурсе Lied-2017 в Финляндии.
Наиболее важные сочинения Агопова:
- Концерт для виолончели с оркестром «Tres viae» (1984/1987). Первый исполнитель Arto Noras и оркестр финского радио п/у Геннадия Рождественского
- "Settembre" per orchestra grande (2004)
- Concerto for orchestra "Homage to Master" (2013)
- Concerto for Organ with orchestra "Notre Dame" (2022)
- Blackbird variations for Soprano & orchestra (2018)
- Music for Chamber Orchestra (премия на финском национальном конкурсе композиторов, 1982)
- Decimetto (1997)
- два струнных квартета
- Motetus for Chamber Choir, Organ, Harp & Percussion (2012)
- Solveig’s dreams for harp solo op. 21, 2013 (1st prize of the 17th International Edvard Grieg Competition for Composers)
- Quintus per piano (2021)
- Pater noster для смешанного хора а капелла (2014)
- Ad mortem для смешанного хора а капелла (2019)
- Prayer (psalm 6) для мужского хора а капелла (2015)
- Centuries для мужского хора а капелла (2020)
- Da pacem Domini для мужского хора, орагана и бас-барабанов (2023)
- Хоровая сюита для мужского хора и органа на стихи Яна Каплинского (2023)

Аранжировки:
- для камерного состава опера Энгельберта Хумпердинка Ганс и Гретель;
- для большого духового оркестра Картинок с выставки Мусоргского;
- для струнного оркестра Кармен-фантазии Сарасате;
- для 24-х скрипачей Каприса Паганини № 24;
- для ансамбля скрипачей и фортепиано Адажио из балета "Спартак" Арама Хачатуряна;
- для струнного квинтета Фантазии фа-минор Франса Шуберта;

## Награды
- Орден Льва Финляндии.
- Орден Дружбы (19 декабря 2014 года, Россия) — за большой вклад в укрепление дружбы и сотрудничества с Российской Федерацией, развитие межпарламентских и культурных связей[1].